# Cytometria przepływowa
Cytometria przepływowa – metoda laboratoryjna wykorzystywana w badaniach naukowych i w diagnostyce klinicznej, która wykorzystuje osiągnięcia cytopatologii i analityki medycznej. Umożliwia ona przede wszystkim: ocenę wielkości, intensywności zabarwienia i intensywności fluorescencji badanych komórek.

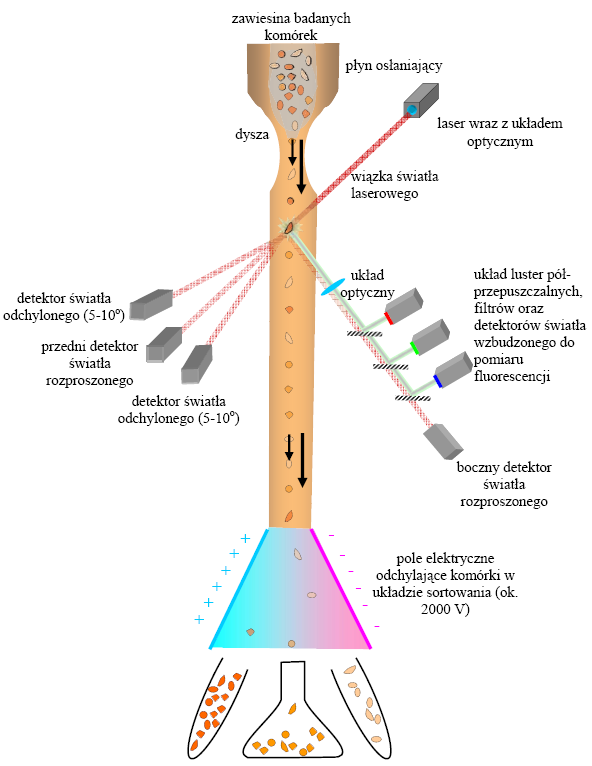
Schemat działania cytometru przepływowego

## Metoda działania
W cytometrze przepływowym zawiesina odpowiednio zabarwionych komórek (rozcieńczona krew, próbka cytologiczna pobrana metodą biopsji aspiracyjnej, próbka płynu z jamy ciała, itp.) jest wytłaczana w otoczce płynu osłaniającego przez specjalną dyszę, w postaci laminarnie płynącego, cienkiego strumienia zawierającego rząd pojedynczych komórek. Jest to tzw. ogniskowanie hydrodynamiczne, w którym płyn osłaniający płynie szybciej, niż centralny strumień z komórkami. Strumień o średnicy ok. 30 mikrometrów przepływa przed optoelektronicznymi układami rejestrującymi (fotokomórkami lub fotopowielaczami), w którym pojedyncze komórki są oświetlane przez cienkie wiązki monochromatycznego, spolaryzowanego światła (lasera, wycinki widma światła lampy rtęciowej).
Przy przechodzeniu pojedynczych komórek przez komorę pomiarową, wykorzystywane są zjawiska: rozpraszania, załamania, odbicia i absorpcji światła, powodujące chwilowe zmiany sygnału elektrycznego z rejestrujących elementów optoelektronicznych. Zmiany te są zależne od: barwy, struktury i intensywności zabarwienia komórki. Rejestrowane są: czas zmiany tego sygnału (wskazujący na wielkość przepływającego obiektu) i amplituda zmian sygnału (wskazująca na intensywność zabarwienia, ziarnistość) oraz zmiany polaryzacji w stosunku do pierwotnej polaryzacji światła lasera (wskazujące na ukształtowanie powierzchni struktury). Rozproszenie wiązki światła jest mierzone przez przedni detektor światła rozproszonego (ang. forward scatter channel), leżący w osi wiązki światła, którego sygnał informuje o wielkości komórki, oraz boczny detektor światła rozproszonego (ang. side scatter channel), ustawiony prostopadle do niej, którego sygnał uznawany jest za informujący o strukturze jądra. Bardziej rozbudowane cytometry mają dodatkowe układy optoelektroniczne ustawione pod różnymi kątami w stosunku do wiązki światła, informujące o powierzchni komórki. W przypadku pomiaru fluorescencji komórki te są wzbudzane do świecenia, a świecenie komórek jest także rejestrowane (po odpowiednim filtrowaniu wzbudzonego światła).
Odpowiednio przetworzone informacje z tych detektorów pozwalają ocenić w sposób statystyczny parametry strukturalne zbiorów komórek (rozmiar, kształt, ziarnistość cytoplazmy, zawartość barwników naturalnych lub dodanych w wyniku barwienia, intensywność fluorescencji). W przypadku cytometrów wyposażonych w urządzenie sortowania komórek w polu elektrycznym (ang. fluorescence activating cell sorting), które odchyla płynące komórki zgodnie z różnicami potencjału elektrycznego poszczególnych komórek, możliwa jest dodatkowa ocena niektórych parametrów czynnościowych komórek.
Cytometria przepływowa umożliwia analizę kilku parametrów każdej komórki (dokładniej: przepływającego obiektu, którymi mogą być także fragmenty uszkodzonych komórek lub inne artefakty), stąd wynikiem diagnozy stawianej przy pomocy tej metody są konkluzje wynikające z wielowymiarowej analizy statystycznej cech komórek w badanej próbce. Zwykle są one ilustrowane histogramami jedno-, dwu- lub trójwymiarowymi (dotyczących od kilku tysięcy do kilkudziesięciu tysięcy komórek), pozwalającymi zobrazować populacje komórek o określonych cechach znajdujące się w badanej próbce.

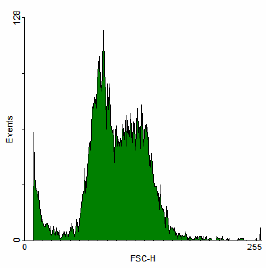
Histogram jednowymiarowy
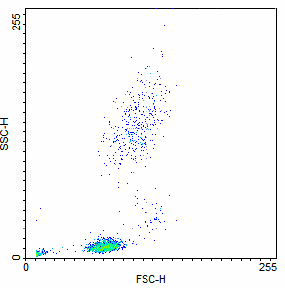
Wykres rozproszenia
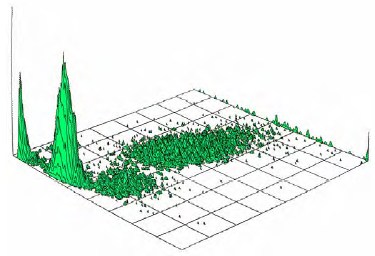
Histogram trójwymiarowy

Przykłady wykresów wyników analizy próbki krwi w cytometrze przepływowym

## Historia rozwoju cytometrii przepływowej
Powstanie cytometrii przepływowej jest rezultatem współdziałania wielu zespołów badawczych biologów i inżynierów. 
 
Pierwszym opisanym (ale nie skonstruowanym) przyrządem, mogącym być pierwowzorem cytometru przepływowego, był projekt Andrew Moldavana z 1934 r., w którym proponował przepuszczać płyn z komórkami przez rurkę włosowatą przed obiektywem mikroskopu, a sygnał świetlny miał być analizowany przez fotokomórkę umieszczoną w miejscu okularu.
 
W 1949 r. Wallace Coulter otrzymał patent na urządzenie do liczenia krwinek w przepływającym strumieniu cieczy. Pomysł – bardzo podobny do idei Moldavana – był oparty na zasadzie zliczania przerw impulsu elektrycznego z fotokomórki, na którą padało zogniskowane światło przerywane przez przepływające krwinki. Komercyjny licznik hematologiczny oparty na tej zasadzie firma Josepha i Wallace Coulterów zaczęła produkować w 1958 r. pod nazwą „Coulter Counter Model A”. Wykorzystywał on również zasadę ogniskowania hydrodynamicznego, odkrytą P. J. Crosland-Taylora w 1953 r. i dopracowanej przez Marva van Dilla.
 
Prototypy cytometru przepływowego – w dużej części opartego na technice mikroskopowej – konstruowali amerykańscy badacze M. R. Melamed i L. A. Kamentsky w latach 1965–1967, które miały zautomatyzować ocenę atypowych komórek w preparatach cytologicznych z szyjki macicy. Prototypem współczesnego cytometru przepływowego był „Impulsocytophotometer” skonstruowany w Niemczech przez W. Dittricha i W. Göhde w 1969 r. Przyrząd ten służył do oceny ploidii komórek, w których DNA był wybarwiany metodą Feulgena. W 1970 r. L. A. Kamentsky opracował pierwszy komercyjny przyrząd do cytometrii przepływowej pod nazwą „Cytograph”, który wykorzystywał helowo-neonowy laser o długości fali 633 nm. Przyrząd ten umożliwiał oddzielanie żywych i martwych komórek na podstawie zdolności inkorporacji błękitu tryptanu. „Szybka spektroskopia komórek” (ang. Rapid Cell Spectroscopy) – jak nazwano tę metodę – umożliwiała szybkie oznaczanie cech leukocytów i wykreślanie z użyciem komputera odpowiednich wykresów. Wersja do pomiaru fluorescencji (z użyciem lasera argonowego o długości fali 488 nm, która wzbudzała świecenie) nazywała się „Cytofluorograph”. W tym samym roku w firmie Phywe AG z Getyngi opracowano podobny przyrząd oparty na mikroskopie fluorescencyjnym. W latach 1972–1974 L. Herzenberg ze Stanford University opracował metodę szybkiego sortowania komórek. Przyrząd który opracował, wykrywał słabe świecenie fluorescencyjne komórek barwionych rodaminą i fluoresceiną połączonych z odpowiednimi przeciwciałami. W 1974 r. firma Becton-Dickinson wyprodukowała komercyjne przyrządy oparte na tej zasadzie, a w 1975 r. firma Coulter Electronics opracowała przyrząd TPS-1 (Two Parameter Sorter) wykorzystująca laser argonowy. W 1976 r. wprowadzono nazwę flow cytometry. W latach 1973–1976 Howard Shapiro opracował cytometry wielowiązkowe, umożliwiające różnicowanie rodzajów świecenia fluorescencyjnego. Pierwszym przyrządem komercyjnym pozwalającym na analizę z użyciem różnych długości światła absorbowanego, był „Hemalog D” firmy Technicon z 1974 r. w którym do wzbudzenia fluorescencji użyto lampy wolframowo-halogenowej. W latach 1977–1978 firma Coulter Electronics opracowała przyrząd pod nazwą „Epics” wyposażony w laser argonowy oraz komputerowy system zbierania, wielowymiarowego przetwarzania i prezentacji danych. W komputerowy system zbierania i przetwarzania danych był także wyposażone systemy „Cytofluorograph 50” firmy Ortho Diagnostics z 1977 r.
Pierwsze urządzenia do cytometrii przepływowej pozwalały badać komórki przepływające z prędkością 5000/sek. Obecnie aparatura do cytomerii przepływowej jest wyposażona nawet w kilkadziesiąt czujników optoelektronicznych do zbierania danych, kilka laserów o różnej długości światła oraz skomplikowane systemy optyczne. Pozwalają one analizować 10 wskaźników w strumieniu komórek płynących z prędkością 70000/sek. Metoda ta, mająca coraz szersze zastosowanie diagnostyczne i badawcze w medycynie, jest także wykorzystywana w innych badaniach biologicznych (np. dla oceny składu fitoplanktonu, badań komórek bakteryjnych i innych mikroorganizmów w mikrobiologii, itp.). W wielu wypadkach metoda ta może być zastąpiona (lub uzupełniana) metodami analizy cytometrii statycznej albo obrazowej (ang. image cytometry), z użyciem mikroskopu świetlnego.